# 1913 (Drama)
1913 ist ein Schauspiel in drei Aufzügen des Zyklus Aus dem bürgerlichen Heldenleben von Carl Sternheim. Es folgt als dritter Teil der Maske-Trilogie auf Der Snob.
Das Theaterstück entstand in den Jahren 1913/14. 1915 war es unter der Regie von Max Reinhardt zur Uraufführung in den Kammerspielen des Deutschen Theaters angenommen worden, wurde aber von den Berliner Zensurbehörden nicht freigegeben. So erfolgte die Uraufführung erst am 23. Januar 1919 in Frankfurt am Main unter der Regie von Gustav Hartung und mit Heinrich George als Maske. 1924 inszenierte Sternheim sein Stück selbst in Berlin. Die Erstveröffentlichung des Textes erfolgte 1915 im Kurt Wolff Verlag Leipzig.

## Motto
Sternheim stellt sein Schauspiel unter das Motto 
Es ist immer nur ein wenig, was der Welt zur Erlösung fehlt.
 Er widmet es dem Andenken des Dichters Ernst Stadler.

## Handlung
Im Mittelpunkt des Stücks stehen der inzwischen geadelte Christian Maske von Buchow (dessen Aufstieg in Der Snob beschrieben wird) und seine drei Kinder. Der siebzigjährige, kranke Konzernchef Maske sieht sein Ende kommen, kann aber die Verantwortung für sein Erbe nicht im Geringsten aus der Hand geben. Im Rahmen eines Waffenhandels will er seine Macht gegenüber seiner ältesten Tochter Sofie ein letztes Mal unter Beweis stellen, als sie gegen ihn zu intrigieren beginnt. Sein Sohn, Philipp Ernst, ist ein Bohème erster Güte, bestens vertraut mit den gesellschaftlichen Gepflogenheiten, aber ohne Interesse fürs Geschäft. Die jüngste der Geschwister, Ottilie, ist das erklärte Lieblingskind des Vaters, in die er seine Hoffnungen setzt. Die Gefahren der gesellschaftlichen Verhältnisse erkennend, wendet sie sich aber anderen, nicht rein monetären Idealen zu.
Sternheim demaskiert die wirtschaftlichen Gepflogenheiten des neureichen Industrieadels und somit der Spitze der wilhelminischen Gesellschaft. Mit Hilfe eines abgehackten, telegrammähnlichen Stils verleiht er den Dialogen staccatohafte Geschwindigkeit. Viele der von Sternheim wie beiläufig eingeflochtenen Anklagen gegen Wirtschaftseliten und -intrigen, Finanzkapitalismus, Geschäftemacherei, Ausbeutung, Wegwerfgesellschaft, Hunger versus Macht, Mode- und Star-Allüren und Gesellschaftsverkrustungen sind heute noch oder wieder genauso aktuell wie zur Entstehungszeit des Stückes.
Weitere Stücke der Maske-Trilogie sind innerhalb des Zyklus Aus dem bürgerlichen Heldenleben (1908–1913):
- Die Hose
- Der Snob